# Herochroma simplex
Herochroma simplex är en fjärilsart som beskrevs av W. Warren 1899. Herochroma simplex ingår i släktet Herochroma och familjen mätare. Inga underarter finns listade i Catalogue of Life.